# George Demetrescu Mirea
George Demetrescu Mirea (Câmpulung Muscel, 1852-Bucarest, 1934) fue un pintor y profesor rumano.

## Biografía
Nacido el 16 de abril de 1852 en Câmpulung, estudió en la Escuela de Bellas Artes de Bucarest. Fue alumno de Lehmann en la Escuela de Bellas Artes de París y del pintor Carolus-Duran.  Obtuvo la medalla de plata (fuera de concurso) en la Exposición de París de 1889 y la medalla de oro en la Exposición de Bucarest de 1894, y fue profesor en la Escuela de Bellas Artes de Bucarest desde el 1 de noviembre de 1892.  Falleció el 12 de diciembre de 1934 en Bucarest.
Entre sus cuadros se encontraron Cabeza de Andrei Batori ante Mihai Vodă, El verano está lleno de añoranza, Prometeo robando el fuego del cielo y Mercurio recompensando la agricultura y la industria. Estos dos paneles decorativos se instalaron en el salón de honor del banco nacional en Bucarest.  También realizó trabajos de decoración en la catedral de Constanza y diversos retratos.